# Debbie Van Kiekebelt
Debbie Van Kiekebelt (eigentlich Deborah Van Kiekebelt; * 1. März 1954 in Kitchener, Ontario) ist eine ehemalige kanadische Fünfkämpferin, Hoch- und Weitspringerin.
1970 wurde sie bei den British Commonwealth Games in Edinburgh Fünfte im Hochsprung, und 1971 siegte sie bei den Panamerikanischen Spielen in Cali im Fünfkampf.
Bei den Olympischen Spielen 1972 in München schied sie im Weitsprung in der Qualifikation aus und kam im Fünfkampf auf den 15. Platz.
1972 wurde sie US-Hallenmeisterin im Hochsprung.

## Persönliche Bestleistungen
- Hochsprung: 1,80 m, 16. Juli 1971, London
- Weitsprung: 6,30 m, 1971
- Fünfkampf: 5052 Punkte, 20. Juni 1971, Etobicoke